# Can Buc
Can Buc és un edifici del municipi de Lloret de Mar (Selva) que forma part de l'Inventari del Patrimoni Arquitectònic de Catalunya.

## Descripció
És un edifici aïllat situat en un turó, avui gairebé immers dins el nucli urbà de Lloret. Consta de dos cossos de dues plantes coberts amb teulada de doble vessant a laterals. Les façanes estan arrebossades i pintades, a excepció d'algunes obertures emmarcades de pedra. L'arrebossat està en molt mal estat i ha desaparegut en alguns sectors de la planta baixa. A més d'aquests cossos principals, n'hi ha dos més de secundaris, per guardar palla i bestiar, fets de rajols i materials més peribles.
A la planta baixa hi ha dues obertures amb llinda de pedra de granit monolítiques. Una d'elles és una porta de permòdols. Contenen dues inscripcions gravades i una d'elles data del segle xviii. El primer pis destaca per la terrassa i la galeria de 4 arcades de mig punt que mira cap al sud. Els ràfecs són d'una filera de teula.

## Història
És una masia datada del segle xviii, amb reformes posteriors. Actualment està deshabitada, ja que el sostre està mig enfonsat i l'estat de conservació de la casa és molt deficient. Malgrat això, encara està arrendat i serveix com a lloc de guardar cavalls, farratges pel bestiar i com a horta de consum quotidià.